# Вонхабно (Великопольське воєводство)
Вонхабно (пол. Wąchabno) — село в Польщі, у гміні Седлець Вольштинського повіту Великопольського воєводства.
Населення — 107 осіб (2011).
У 1975-1998 роках село належало до Зеленоґурського воєводства.

## Демографія
Демографічна структура станом на 31 березня 2011 року:
|          | Загалом | Допрацездатний вік | Працездатний вік | Постпрацездатний вік |
| -------- | ------- | ------------------ | ---------------- | -------------------- |
| Чоловіки | 54      | 8                  | 39               | 7                    |
| Жінки    | 53      | 10                 | 30               | 13                   |
| Разом    | 107     | 18                 | 69               | 20                   |